# Подлубнова, Юлия Сергеевна
Юлия Сергеевна Подлу́бнова (род. 18 июля 1980, Свердловск, СССР) — литературный критик, историк литературы, поэтесса.
Кандидат филологических наук, научный сотрудник Центра истории литературы Института истории и археологии УрО РАН.

## Биография
В 2002 году окончила филологический факультет Уральского государственного университета им. А. М. Горького, в 2005 г. — его же аспирантуру (научный руководитель — Игорь Васильев). С 2006 г. ст. преподаватель, доцент УрФУ, с 2017 года доцент кафедры издательского дела (до 2022 года).
С 2012 по 2020 год — заведующая музеем Литературная жизнь Урала XX века.
С 2016 года научный сотрудник Центра истории литературы Института истории и археологии УрО РАН.
С 2014 по 2017 год — литературный обозреватель сетевого издания «Лиterraтура».
В 2018 году вошла в состав жюри премии «Лицей».
Жила в Екатеринбурге, с сентября 2020 года живет в Москве.
Юлия Подлубнова является соредактором двух энциклопедий: «Уральская поэтическая школа» и «Екатеринбург литературный». Одна из составительниц книги интервью «Вещество человечности» Ольги Седаковой (М.: НЛО, 2019), антологий «Культура путешествий в Серебряном веке» (Екатеринбург; М.: Кабинетный ученый, 2020), «Некрасивая девочка. Кавер-версии» (Екатеринбург; М.: Кабинетный ученый, 2020), «Сетка Цеткин. Антология феминистской критики» (Екатеринбург; М.: Кабинетный ученый, 2021). Соредактор поэтической серии «InВерсия» (издательство «Кабинетный ученый»). Соредактор поэтической серии «Paroles» (проект Literatura Without Borders). 
Как литературовед и поэтесса публиковалась в журналах: «Новый мир», «Знамя», «Октябрь», «Воздух», «Цирк „Олимп“», «Волга», «Урал», «Дружба народов», «Вещь», «Дети Ра», «Лиterraтура», «Артикуляция», TextOnly, на порталах ROAR, «Солонеба», «Ф-письмо», «полутона» и других, в антологиях «Современная уральская поэзия» (4 том), F-Letters (London), «Поэзия последнего времени». Стихи переведены на английский, итальянский, польский, украинский и чешский языки.

## Отзывы
На «Новой карте русской литературы» критики пишут о поэзии Юлии Подлубновой:

Я бы назвала эти стихи созданием-описанием социальных ситуаций, внутрь которых вшито политическое насилие. Их поэтические генеалогии, кажется, таковы: с одной стороны — это «лианозовцы» и, в первую очередь, Холин и Сатуновский (которые — каждый по-своему — находят радикальные средства для описания послевоенной нищеты и депрессии), с другой — обэриуты. Здесь, в первую очередь, Хармс с его, наверное, самым страшным текстом, написанным в 1936-37 годах «Шел Петров однажды в лес». <…> Ирония и скепсис, на которых строятся эти стихи — не просто фигуры поэтической игры или «личного отстранения». Это политические чувства. «Иронический поворот», который совершает Подлубнова, логично противопоставить письму травматической искренности, которое занимает довольно большое пространство и в современном феминистском письме.
Галина Рымбу

Построить миниатюру на ярком образе нелегко. Он не может возникнуть вдруг, из ниоткуда, как это бывает, когда поэту жаль удачно найденного сравнения или слова, и он дописывает к нему остальное (чтобы не пропало). В небольшом стихотворении, как, например, в «Креозоте», чередования назывных предложений с предложениями, содержащими сравнения, сплошь образны, разнится лишь амплитуда приближения и удаления относительно реальности. Колебания времени и пространства вначале — и резюме в итоге, за пределами которого не может быть ничего.
Ульяна Верина

Лев Оборин на портале «Горький» пишет:
С одной стороны, можно сказать, что Подлубнова работает с концептуалистским наследием — в самом широком его понимании. Здесь есть «голые факты», переосмысленные в духе конкретизма и found poetry; есть откровенная телесность; а есть игра слов, затягивающая в водоворот отсылок. <…> С другой стороны, чего здесь нет, так это характерной для концептуалистов иронии… Злое и отчаянное остроумие — это не ирония.

## Признание
- Всероссийская литературно-критическая премия «Неистовый Виссарион» (2020)[4][5][6]
- Премия журнала «Урал» 2015 за литературно-критические рецензии.
- Премия журнала «Дети Ра» 2015 и 2016 в номинации «критика»[7].
- Финалист литературной премии «Поэзия» 2019 и 2021 в номинации «критика»[8].
- Финалист литературно-критической премии «Неистовый Виссарион» 2019[9].
- Лонг-лист премии «Дебют» 2014 и 2015 в номинации «эссеистика»[10][11].